# Thiene (Alfhausen)
Thiene è una frazione (Ortsteil) del comune di Alfhausen, nel land della Bassa Sassonia, in Germania.

## Storia
Già comune autonomo nel circondario di Bersenbrück, fu soppresso e incorporato ad Alfhausen il 1º febbraio 1971.